# Osthimosia parasitica
Osthimosia parasitica är en mossdjursart som först beskrevs av Busk 1859 not Michelin.  Osthimosia parasitica ingår i släktet Osthimosia och familjen Celleporidae. Inga underarter finns listade i Catalogue of Life.